# R12 HMS 허미즈
R12 HMS 허미즈는 영국 해군이 사용하던 재래식 동력의 항공모함으로 센타우로급 항공모함의 4번함이었다.

## 건조

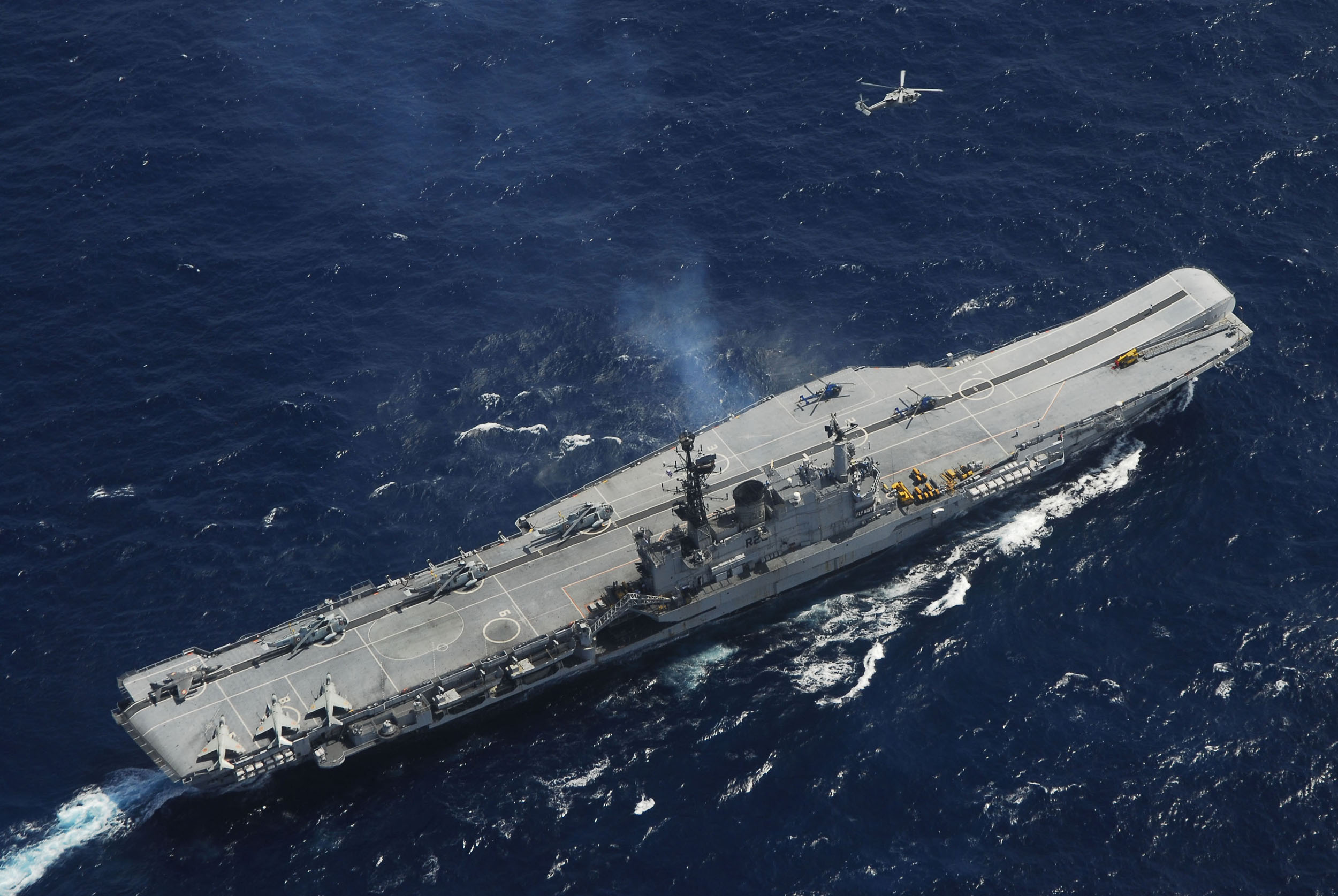
인도 해군의 비라트 항공모함

R12 HMS 허미즈의 원래 이름은 코끼리를 뜻하는 엘리펀트였다. 제2차 세계 대전 중이던 1944년 6월에 배의 등뼈라고 할 수 있는 용골을 놓았으나, 1945년 8월 15일에 일본이 무조건 항복하여 제2차 세계 대전이 끝나자 엘리펀트는 건조 공사가 일단 중지되었고, 그 해 11월에 이름이 그리스 신화에 나오는 신의 이름인 허미즈로 바뀌어 다시 공사가 재개되었다. 건조를 시작한 지 8년 만인 1953년에 진수되었고, 건조가 시작된 지 15년 만인 1959년 11월에 영국 해군에 취역했다. 포클랜드 전쟁 후 퇴역했다가 1986년에 인도 해군에 팔렸고, 이후 INS 비라트로 탈바꿈하여 인도 해군에 취역했다.